# Hang Atta
Hang Atta (tiếng Đức: Atta-Höhle) là một hang động lớn nhất và đẹp nhất ở Đức, nằm ở bang North Rhine-Westphalia. Hang này được phát hiện trong quá trình khai thác đá vôi ở thung lũng đá vôi Bigge Works (Biggetaler Kalkwerk) vào ngày 19 tháng 7 năm 1907 và được chủ sở hữu mở ra cho khách du lịch cùng năm đó. Ngày nay, hang Atta là hang động được tham quan nhiều nhất ở Đức, tiếp nhận được khoảng 350.000 du khách mỗi năm, và là một yếu tố kinh tế quan trọng đối với thị trấn.
Trong số các điểm thu hút của nó là rất nhiều nhũ đá và măng đá và nhũ đá có vân màu sắt. Một số miếng canxit hình tinh thể đã được chuyển vào khu vực công cộng của hang động để có thể được trưng bày ở đó.